# Référendums liechtensteinois de 1930
Trois référendums ont lieu au Liechtenstein les 2 mars, 26 octobre et 14 décembre 1930.

## Référendum de mars

### Contenu
Il s'agit d'une initiative populaire portant révision de la constitution et modifiant le système électoral pour les élections au Landtag.

### Contexte
L'initiative propose d'amender les articles 46 et 47 de la constitution de 1921 afin de permettre aux élections d'être organisées avant la fin de la législature précédente, et d'autoriser le vote par procuration pour les électeurs situées à l'étranger.
Le seuil de 600 inscrits pour une révision constitutionnelle ayant été atteint, l'initiative est envoyé devant le Landtag dans le cadre de l'article 64.2 de la constitution. Le parlement la rejette le 30 décembre 1929 par 10 voix contre et quatre abstentions, entraînant sa mise en votation.

### Résultats
| Choix                           | Votes | %     |
| ------------------------------- | ----- | ----- |
| Pour                            | 805   | 39,36 |
| Contre                          | 1 240 | 60,64 |
| Votes blancs et invalides       | 45    | –     |
| Total                           | 2 090 | 100   |
| Inscrits/Participation          | 2 309 | 90,52 |
| Source: Démocratie Directe (de) |       |       |

## Référendum d'octobre

### Contenu
Le référendum porte sur une loi sur la presse introduisant des peines allant jusqu'à six mois de prison pour critique envers le gouvernement ou ses représentants officiels.

### Contexte
Il s'agit d'un référendum facultatif d'origine populaire : dans le cadre de l'article 66 de la constitution, le projet de loi voté par le Landtag le 9 juillet 1930 fait l'objet d'une demande de mise à la votation par plus de 400 inscrits.

### Résultats
| Choix                           | Votes | %     |
| ------------------------------- | ----- | ----- |
| Pour                            | 1 005 | 49,93 |
| Contre                          | 1 008 | 50,07 |
| Votes blancs et invalides       | 78    | –     |
| Total                           | 2 091 | 100   |
| Inscrits/Participation          | 2 348 | 89,05 |
| Source: Démocratie Directe (de) |       |       |

## Référendum de décembre

### Contenu
Le référendum porte sur la construction d'un canal de drainage dans la vallée du pays.

### Contexte
Il s'agit d'un référendum facultatif d'origine parlementaire : après la décision de construction du canal par le Landtag le 7 juillet 1930, les assemblées municipales de Balzers, Triesen et Triesenberg annoncent leur intention de recourir à une procédure de référendum. Devant cette opposition, le Landtag décide alors de soumettre lui même son projet de loi à la votation dans le cadre de l'article 66 de la constitution.

### Résultats
| Choix                           | Votes | %     |
| ------------------------------- | ----- | ----- |
| Pour                            | 1 469 | 70,46 |
| Contre                          | 616   | 26,54 |
| Votes blancs et invalides       | 66    | –     |
| Total                           | 2 151 | 100   |
| Inscrits/Participation          | 2 356 | 91,30 |
| Source: Démocratie Directe (de) |       |       |